# 죽음 불안

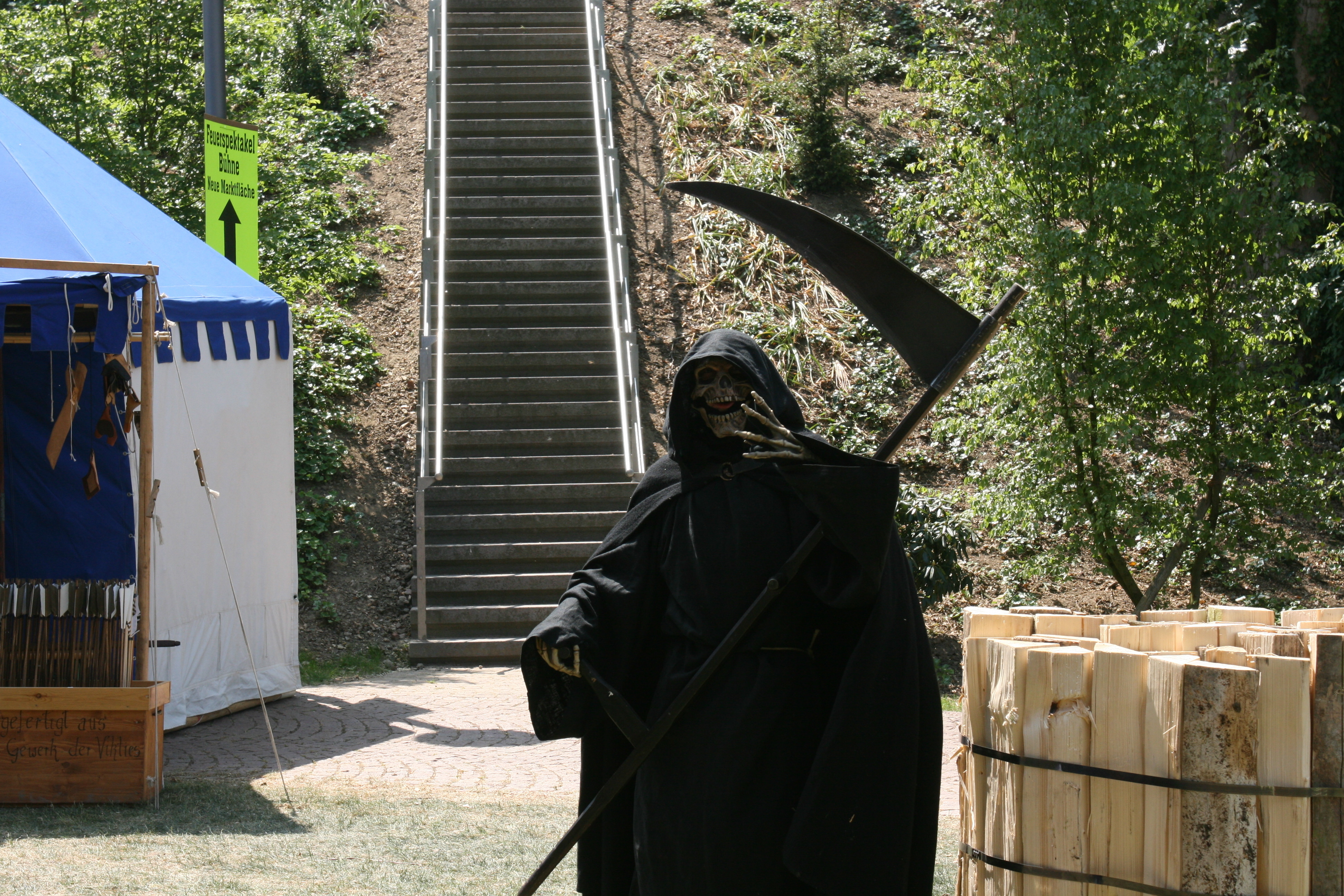

죽음불안(-不安, death anxiety) 혹은 죽음공포증(-恐怖症, thanatophobia)은 자신의 죽음에 대한 생각으로 인해 발생하는 불안이다. 한 자료에서는 "죽어가는 과정이나 더 이상 존재하지 않는 것을 생각할 때 느끼는 두려움, 걱정, 불안"이라고 정의하였다. 죽음공포증(thanatophobia, 죽음에의 공포)이라고도 하는 죽음불안은 시체공포증(necrophobia)과는 구별된다. 시체공포증은 죽었거나 죽어가는 사람 혹은 대상에 대한 특정공포증으로서, 죽어가는 타인에 대한 공포인데 비하여, 죽음공포증은 자신의 죽음을 두려워하는 것이다. 낮은 자아진실성, 더 많은 실제 문제와 심리적인 문제는 노인의 죽음불안의 높은 수준의 예측이다.
또한 죽음-현세 사고내용(death-recent thought-content)으로 발생하는 불안이 있다. 이는 임상분야에서는 정신과의사들이 병적이고 비정상적인 것으로 분류할 수 있으며, 분류를 위해 지속적이고 일상생활의 기능에 지장을 주는 불안의 정도를 미리 필요로 한다(pre-necessitate). 자아통합감(ego integrity)이 낮아지고 신체적 심리적 문제가 많아지게 되는 것은, 자신이 죽음에 가까워졌다고 생각하는 노인들에게서 보이는 죽음불안의 수준이 높아지는 것의 전조이기도 하다.
죽음불안으로 인해 죽음과 관련하여 서로 이야기하는 데 있어 극단적으로 소심한 모습을 보이기도 한다.

## 이론
지그문트 프로이트는 사람들이 더 깊은 우려의 원천을 위장하기 위해 죽음에 대한 두려움을 표현한다고 추정했다. 그는 무의식이 시간의 흐름이나 부정을 다루지 않으므로 사람의 남은 시간을 계산하지 않고, 따라서 사람들은 자신의 죽음을 믿지 않는다고 생각했다. 그는 죽음과 관련된 두려움이 해결되지 않은 어린 시절의 갈등에서 비롯된다고 의심했다.

## 같이 보기
- 공포증 목록
- 내세
- 필사돌출